# Zamenga Batukezanga
Zamenga Batukezanga (geboren 20. Februar 1933 in nkobo-Luozi, Provinz Kongo Central, Belgisch-Kongo; gestorben 2. Juni 2000 in Kinshasa, Demokratische Republik Kongo) war ein kongolesischer Schriftsteller.

## Leben
Zamenga Batukezanga besuchte die weiterführende Schule in Mangembo und erhielt 1960 ein Stipendium für ein Studium an der Université libre de Bruxelles. Nach seiner Rückkehr in den Kongo wurde er 1965 Leiter des Studentenwerks der Universität Kinshasa. Von 1974 bis 1977 leitete er die Sozialabteilung beim Unternehmen General Motors Zaïre.
1977 gründete er in Kinshasa die Kikesa-Behindertenwerkstatt für Jugendliche, die er bis 1981 leitete. Von 1984 bis 1986 übernahm er die Leitung der „Société nationale des éditeurs, compositeurs et auteurs“. Er zog danach zurück in seine Herkunftsgemeinde, engagierte sich auch dort in der Sozialarbeit und arbeitete als freier Schriftsteller.
Batukezanga schrieb seine einfach gehaltenen Romane in einem einfachen Sprachstil und setzte dies auch gegen seine Verlagslektoren durch. Die Kritik aus der Kritikergemeinde des klassischen Französisch nahm er zur Kenntnis. Postum wurde unter seinem Namen 2017 mit Unterstützung der Communauté française de Belgique  der „Prix littéraire Zamenga“ für kongolesische Nachwuchsautoren gestiftet.

## Werke (Auswahl)
- 1971: Les hauts et les bas, éditions Saint Paul, Kinshasa, Erzählung
- 1971: Souvenir du village, éditions Okapi, Kinshasa, Erzählung
- 1973: Bandoki, éditions Saint Paul Afrique, Kinshasa, Novellen
- 1974: Carte postale, éditions Basenzi, Kinshasa, Erzählung
- 1974: Terredes ancêtres, éditions Basenzi, Kinshasa, Erzählung
- 1975: Village qui disparaît dans les promesses, éditions Presses Africaines, Kinshasa
- 1975: Sept frères et une sœur, éditions Basenzi, Kinshasa, Erzählung
- 1979: Mille Kilomètres à pied, éditions Saint Paul Afrique, Kinshasa, Erzählung
- 1979: Les îles Soyo, éditions Zabat, Kinshasa, Erzählung
- 1980: Lettre d’Amérique, éditions Saint Paul Afrique, Kinshasa, Erzählung
- 1982: Un Croco à Luozi, éditions Saint Paul Afrique, Kinshasa, Erzählung
- 1983: Chérie Basso, éditions Saint Paul Afrique, Kinshasa, Erzählung
- 1984: Le réfugié, éditions Edicva, Kinshasa, Erzählung
- 1985: Psaumes sur le fleuve Zaïre, éditions Zabat, Kinshasa, Lyrik
- 1985: Luozi 30 ans après, éditions Zabat, Kinshasa, Erzählung
- 1986: Mon mari en grève, éditions Zabat, Kinshasa, Erzählung
- 1987: Le mariage des singes à Yambi, éditions Zabat, Kinshasa, Erzählung
- 1988: Un Blanc en Afrique, éditions Zabat, Kinshasa, Roman
- 1988: Un villageois à Kinshasa, éditions Zabat, Kinshasa, Roman
- 1989: La pierre qui saigne, éditions Saint Paul Afrique, Kinshasa, Erzählung
- 1989: Pour une démystification: la littérature en Afrique, éditions Zabat, Kinshasa, Essay
- 1990: Un boy à Pretoria, éditions Saint Paul Afrique, Roman
- 1992: Laveur des Cadavres, éditions Zabat, Roman
- 1992: Le Trafiquant, éditions Zabat, Roman
- 1995: Belle est aussi ma peau, Kinshasa, 1995
- 1996: Ce qui bloque le développement de l'Afrique, éditions Saint Paul Afrique, Roman
- 2005: Pour un cheveu blanc, posthum, éditions Zabat, Kinshasa, Roman
- 2005: La Mercédès qui saute le trou, posthum, éditions Zabat, Kinshasa